# Gnathonyx piceipennis
Gnathonyx piceipennis là một loài bọ cánh cứng trong họ Cerambycidae.